# 2018 LA
2018 LA (temporäre Bezeichnung ZLAF9B2) war ein Erdbahnkreuzer, ein kleiner Asteroid vom Apollo-Typ. Er hatte einen Durchmesser von ca. 2 bis 3 Metern und trat am 2. Juni 2018 um 16:44 UTC (18:44 Ortszeit) nahe der Grenze zwischen Botswana und Südafrika in die Erdatmosphäre ein.
Der Asteroid wurde nur 8 Stunden zuvor von einem Instrument des Mount Lemmon Survey entdeckt. Aus einer Beobachtungsdauer von 1,5 Stunden wurde berechnet, dass dieses Objekt mit einer Wahrscheinlichkeit von 85 % die Erde treffen wird.
Mit der Entdeckung von 2018 LA ist es erst zum dritten Mal gelungen, einen Asteroiden auf einer Bahn aufzuspüren, auf der er danach tatsächlich mit der Erde kollidiert ist. Später erhielt die American Meteor Society einen Bericht, dass ein Beobachter aus Botswana einen hellen Feuerball gesehen hatte.

## Entdeckung

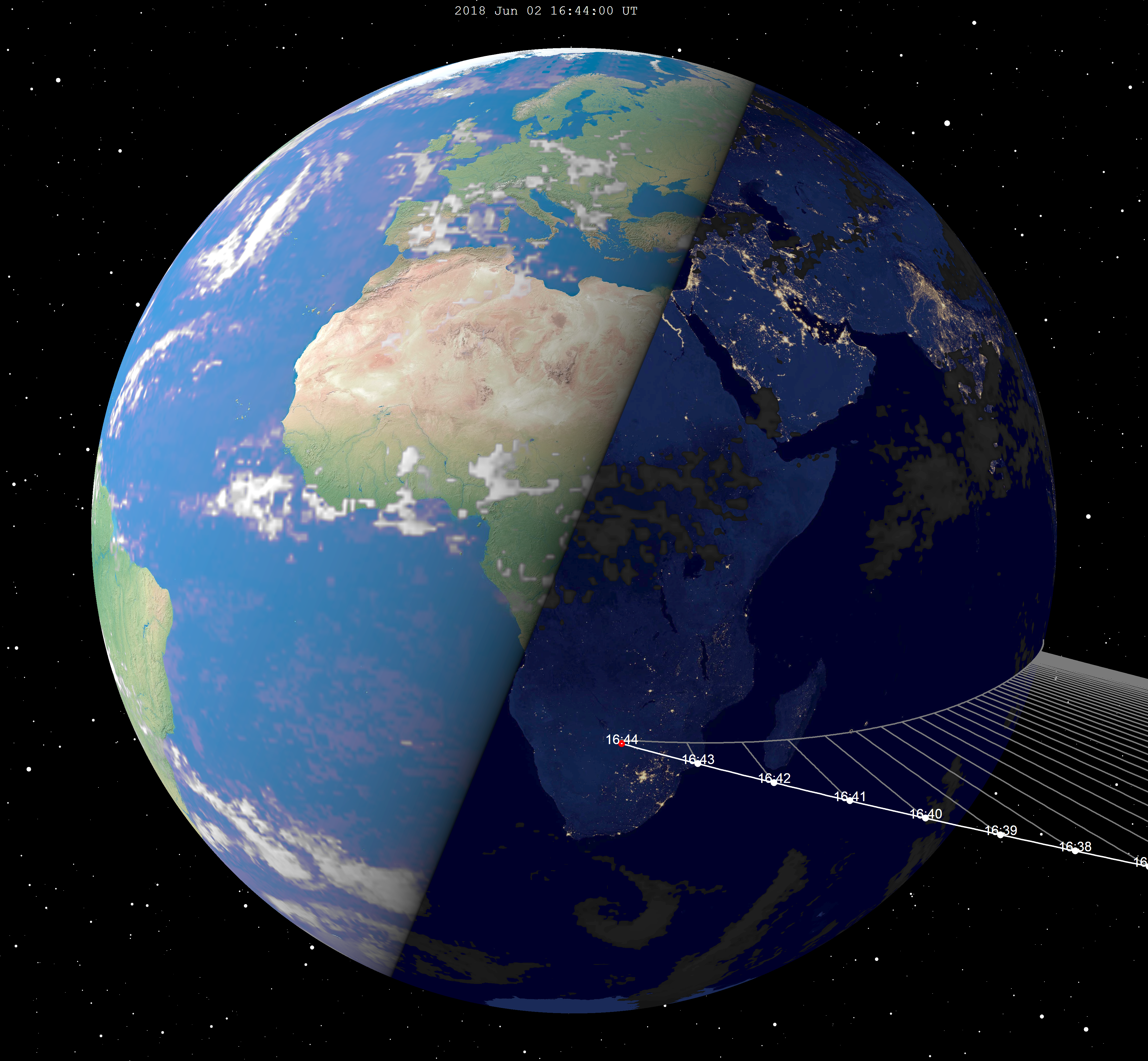
Vom JPL berechnete Bahnkurve

Am 2. Juni 2018, gegen 8:22 UTC wurde von der Mount Lemmon Survey ein Asteroid mit einer scheinbaren Helligkeit von 18 Magnituden entdeckt, der sich sehr schnell gegenüber den Hintergrundsternen bewegte. Das Objekt wurde zuerst über eine Zeitspanne von 15 Minuten beobachtet. Diese Beobachtung wurden dem Minor Planet Center mitgeteilt und das Objekt über eine weitere Stunde lang verfolgt.

## Meteoritenfund
Es kam zu keinem Impakt, da der etwa 2 Meter große Asteroid über Botswana explodierte und sich in Teile zerlegte.
Nach Berechnungen, die unter anderem Peter Jenniskens durchführte, konnte nach einer mehrtägigen Suche am 23. Juni ein erster Meteorit in der Kalahari in Botswana gefunden werden.